# Günter Burkard
Günter Burkard (né le 31 janvier 1944 à Wurtzbourg) est un égyptologue allemand.

## Biographie
Günter Burkard a étudié la philologie classique, l'histoire ancienne et l'histoire médiévale, l'égyptologie, le grec et le latin à l'université Julius Maximilian de Wurzbourg de 1965 à 1972. En 1972, il obtient le titre de « Magister Artium » à l'université de Wurzbourg. Son mémoire de maîtrise s'intitule : « Problèmes de la forme du texte et de l'interprétation de la doctrine de la sagesse de Ptahhotep ».
En 1975, il obtient son doctorat avec l'étude « Textkritische Untersuchungen zu ägyptischen Weisheitslehren des Alten und Mittleren Reiches ». De 1972 à 1977, Burkard est assistant scientifique au séminaire d'égyptologie de l'université Julius-Maximilian de Wurzbourg. De 1973 à 1977, il travaille sur le projet « Catalogage des manuscrits orientaux en Allemagne », financé par la Deutsche Forschungsgemeinschaft (DFG).
De 1977 à 1979, il suit une formation de bibliothécaire à la bibliothèque universitaire de Heidelberg et au Bibliothekar-Lehrinstitut des Lands Nordrhein-Westfalen. Il passe son examen en 1979 et son mémoire s'intitule : « Bibliotheken im Alten Ägypten und die Problematik ihres Nachweisises. Réflexions sur la méthodologie et l'état de la recherche ». Il travaille ensuite comme assistant de bibliothèque à la bibliothèque universitaire de Heidelberg jusqu'en 1984.
Burkard obtient son habilitation en 1988, les deux ouvrages de sa thèse d'habilitation portant le titre : « Grabung im Asasif 1963 - 1970. Volume III. Die Papyrusfunde. D'après les travaux préparatoires de Dino Bidoli » et « Spätzliche Osirisliturgien im corpus der Asasif-Papyri. Traduction, commentaire, analyse formelle et de contenu ». En septembre 1992, il est nommé professeur d'égyptologie à l'université Philipps de Marburg. Depuis 1995, Burkard est professeur d'égyptologie à l'université Ludwig-Maximilian de Munich. En janvier 2009, il démissionne de ce poste et prend sa retraite ; Friedhelm Hoffmann lui succède.

## Publications
- Probleme der Textgestaltung und Interpretation der Weisheitslehre des Ptahhotep, Magisterarbeit, Würzburg, 1972
- Textkritische Untersuchungen zu ägyptischen Weisheitslehren des Alten und Mittleren Reiches, Harrassowitz Verlag, Wiesbaden, 1977
- avec Günter Rudnitzky, Fachkatalog Ägyptologie, Heidelberger Bibliotheksschriften, volume 1, Heidelberg, 1982
- avec Jan Assmann, 5000 Jahre Ägypten. Genese und Permanenz pharaonischer Kunst, Nußloch, 1983
- Grabung im Asasif 1963 - 1970. Volume III. Die Papyrusfunde. Nach Vorarbeiten von Dino Bidoli, Mainz, 1986 (Archäologische Veröffentlichungen Band 22)
- Spätzeitliche Osirisliturgien im corpus der Asasif-Papyri. Übersetzung, Kommentar, formale und inhaltliche Analyse, Heidelberg, 1988 (Heidelberger Bibliotheksschriften, Band 31)
- avec Hans-Werner Fischer-Elfert, Verzeichnis der Orientalischen Handschriften in Deutschland, volume XIX, 4. Ägyptische Handschriften. Stuttgart, 1994
- Das Klagelied des Papyrus Berlin 23040 a-c. Ein Dokument des priesterlichen Widerstandes gegen Fremdherrschaft, Harrassowitz Verlag, Wiesbaden, 2003